# Sunita Mani
Sunita Mani (* 13. Dezember 1986 in den USA) ist eine US-amerikanische Schauspielerin, Tänzerin und Komikerin. Sie ist vor allem bekannt durch ihre Rolle als Trenton in der Fernsehserie Mr. Robot.

## Leben und Karriere
Mani wurde in den USA geboren. Sie besuchte das Emerson College in Boston, wo sie ihren Bachelor of Fine Arts mit den Schwerpunkten Kreatives Schreiben, Literatur und Verlagswesen erhielt. Während des Studiums startete Mani ihre Karriere als Stand-up-Comedian. Nach ihrem Abschluss im Jahr 2008 trat sie der Upright Citizens Brigade bei, einer dem Improvisationstheater ähnlichen Comedy-Gruppe, wo sie eine dreijährige Ausbildung in improvisierter Comedy absolvierte. Während dieser Zeit arbeitete sie nebenbei für das Creative Outlet Dance Theatre in Brooklyn, das Cognac Live Radio Orchestra, MTV Networks und als Fahrerin eines Eiscreme-Trucks.
Mani trat dann dem Cocoon Central Dance Team bei und arbeitete dort als Tänzerin und Choreografin. Sie begann ihre Schauspielkarriere mit Rollen in Writer’s Block, einer Webserie von MTV und in Werbespots für Burger King und Levi Strauss & Co.
Größere Bekanntheit erlangte sie durch einen Auftritt im Musikvideo zu dem Song Turn Down for What von DJ Snake und Lil Jon.
Ab dem Jahr 2015 spielte sie in insgesamt 15 Episoden die Rolle von Trenton in der Fernsehserie Mr. Robot.
2016 wurde sie für die Netflix-Serie GLOW besetzt. Die Veröffentlichung der ersten Staffel erfolgte im Juni 2017.

## Filmografie (Auswahl)
- 2012: The Unspeakable Act
- 2014: Joy Kevin
- 2015: Stinking Heaven
- 2015: Abby Singer/Songwriter
- 2015: 3rd Street Blackout
- 2015: Cast Party
- 2015–2017: Mr. Robot (Fernsehserie, 16 Folgen)
- 2016: Little Sister
- 2016: Don’t Think Twice
- 2017: Sweet Parents
- 2017–2019: GLOW (Fernsehserie, 29 Folgen)
- 2018: Madeline’s Madeline
- 2019: Sag’s nicht weiter, Liebling (Can You Keep a Secret?)
- 2019: Wine Country
- 2019: The Death of Dick Long
- 2020: The Outside Story
- 2020: Save Yourselves!
- 2020: Evil Eye
- 2021: Scenes from a Marriage (Miniserie, Folge 1x01 Innocence and Panic)
- 2021: Cinema Toast (Fernsehserie, Folge 1x04 After the End, Stimme)
- 2021: Ultra City Smiths (Fernsehserie, 2 Folgen, Stimme)
- 2022: Everything Everywhere All at Once
- 2022: Spirited
- 2022: Servant (Fernsehserie, 4 Folgen)
- 2023: You Hurt My Feelings
- 2023: Wilder Than Her
- 2023: Bupkis (Fernsehserie, Folge 1x06 ISO)
- 2023: Please Don’t Destroy – The Treasure of Foggy Mountain
- 2023: Scavengers Reign (Fernsehserie, 12 Folgen)
- 2024: A Nice Indian Boy
- 2024: Royal Crackers (Fernsehserie, Folge 2x05 Bidai, Stimme)
- 2024: Fantasmas (Fernsehserie, Episode 1x01 Cookies and Spaghetti)